# ذخیره‌گاه طبیعی کوگلبرگ
ذخیره‌گاه طبیعی کوگلبرگ (به لاتین: Kogelberg Nature Reserve) یک منطقه حفاظت‌شده در آفریقای جنوبی است که در کیپ غربی واقع شده‌است.

## تاریخچه
ساکنان بومی کوه‌های کوگلبرگ شکارچیانی از مردم سان و گله‌داران خوی خوی بودند که هنوز هم آثاری از محل دفن آنها پیداست. در اوایل دوران استعمار، سیاحان گاهی به کوه‌ها میرفتند و از زیبایی‌های غیرعادی و حیات وحش پر آب در این منطقه گزارش می‌دادند، اما هیچ سکونت‌گاه دائمی در آن ایجاد نشد، زیرا زمینه‌ای برای کشاورزی در آن وجود نداشت. به همین دلیل منطقه کوگلبرگ تقریباً بکر باقی ماند. در اوایل قرن نوزدهم، کل منطقه توسط دولت مستعمره کیپ به عنوان "سرزمین پادشاهی" تعیین شد و بیش از صد سال بعد، در سال ۱۹۳۵، با ساخت جاده، سرانجام این منطقه قابل دسترس شد. این امر باعث تغییرات سریع گردید، زیرا وزارت جنگلداری منطقه را در سال ۱۹۳۷ تصاحب کرد و تصمیم خود را برای استفاده از این منطقه به عنوان منطقه دولتی جنگل چوب اعلام کرد.